# Vincenzo 1. af Gonzaga
Hertug Vincenzo I Gonzaga af Mantova (født 1562 i Mantova i Italien, død 1612) var  mæcen for komponisten Monteverdi  og digteren Torquato Tasso. Han støttede også flere andre litterati og kunstnere.
Vincenzo var en ekstravagant fyrste, og med sin ødselhed og lange regeringstid (1587–1612) satte han det meste af hertugdømmet Mantovas velstand over styr og reducerede det en gang så rige hertugdømmet til en af de ubetydelige blandt de norditalienske småstater.